# Holden Ute
Der Holden Ute ist ein Pickup, der von Holden, der australischen Tochter von GM, seit 2000 als Nachfolger des VS Commodore Utility angeboten wurde. Von 2003 bis 2007 wurde auch eine Doppelkabine unter dem Namen Holden Crewman gebaut, und von 2003 bis 2005 ein Pritschenwagen unter dem Namen One Tonner. HSV baute eine getunte Form des Ute als HSV Maloo.
Holden gebrauchte den Namen „Ute“ seit 2000 offiziell für seine Pickups, die von 1951 bis 1997 hergestellten Utility-Modelle wurden schon landläufig so bezeichnet.
Der Ute wurde mit einem 3,8-l-V6-Motor nach Vorlagen von Buick herausgebracht. Ein 5,7-l-V8-Motor von GM („Small Block“) war ebenfalls erhältlich, wurde aber 2006 durch einen 6,0-l-V8 ersetzt. 2004 ersetzte Holden den leistungsfähigen V6 durch einen 3,6-l-V6 von GM.

Der Verkauf des Ute als Chevrolet Lumina SS in Südafrika begann in den Jahren 2006 / 2007.

Der in Australien gebaute Ute sollte in den USA ab 2009 als Pontiac G8 Sport Truck zusammen mit der vom Commodore abgeleiteten G8-Limousine verkauft werden.

Aufgrund der Schwierigkeiten, die Mitte des Jahres zur Insolvenz von GM führten, wurden diese Pläne am 6. Januar 2009 wieder aufgegeben.

## Von Jahr zu Jahr

### Ute/Crewman/One Tonner (VU/VY/VZ, 2000–2007)

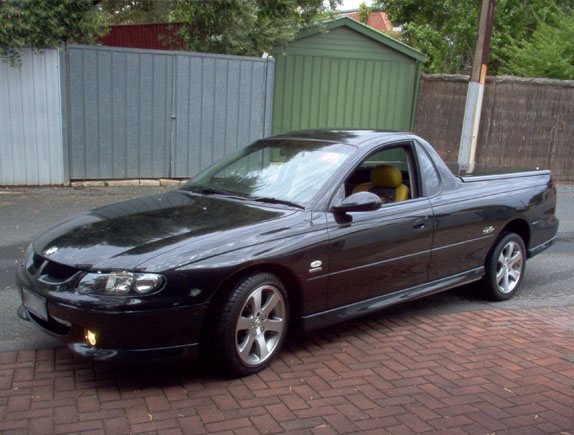
Holden Ute SS VU (2000–2002)

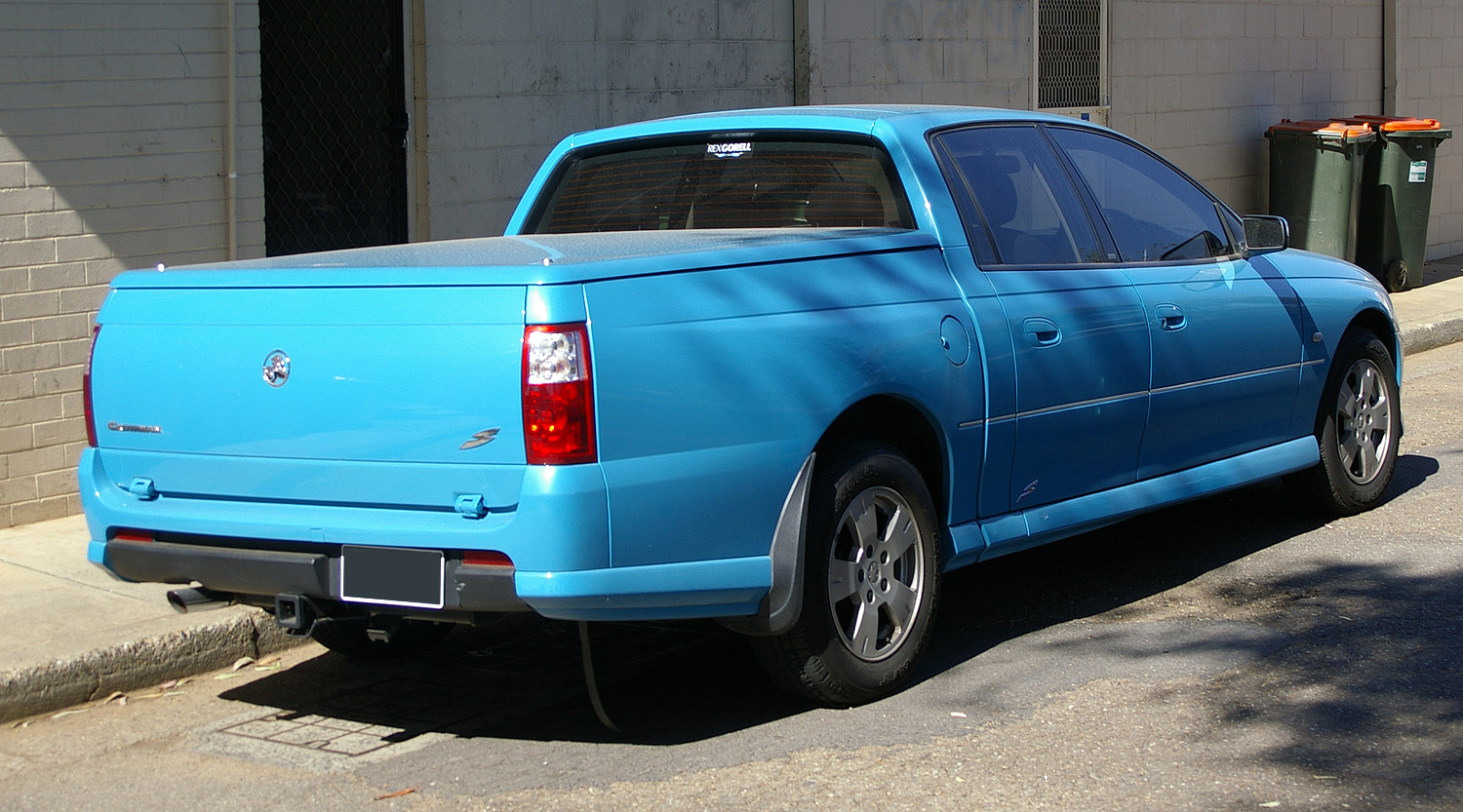
Holden Crewman S VZ (2004–2007)

Holden begann die Baureihe mit dem Ute VU, der den Utility VS ersetzte. Er wurde ganze 36 Monate nach Einführung des Commodore VT, zusammen mit dem Commodore VX vorgestellt. Der Ute VU hatte den gleichen Radstand wie der Commodore VT und der Statesman WH, was einen Zuwachs von 116 mm bedeutete. Der Ute hatte die gleiche Innenausstattung wie der Commodore und bot die verbesserte Sonderausstattung der VX-Baureihe und deren überarbeitetes Äußeres.
- Standard: Aufgebaut wie der Commodore Executive, verfügbar mit 3,8-l-V6 (152 kW) oder 5,7-l-V8 (225 kW), vierstufiger Automatik oder manuellem Fünf- oder Sechsganggetriebe.
- S: Aufgebaut wie der Commodore S, verfügbar mit 3,8-l-V6 (152 kW), vierstufiger Automatik oder manuellem Fünfganggetriebe.
- SS: Aufgebaut wie der Commodore SS, aber ohne Seiten-Airbags, verfügbar mit: 5,7-l-V8 (225 kW), manuellem Sechsganggetriebe oder vierstufiger Automatik.

12 Monate später wurde die Baureihe zusammen mit der VX-Serie leicht überarbeitet, wobei sie im Wesentlichen der V8-Motor um 5 kW erstarkte. Im September 2002 wurde sie durch die VY-Serie abgelöst.
Im September 2002 erhielt der Ute ein umfangreicheres Facelift zum Ute VY. Er bekam die gleichen Verbesserungen wie die Limousinen und Kombis, d. h. eine neue, kantiger gezeichnete Nase und ein Interieur im europäischen Stil. Die vorher erwähnten Ausstattungsvarianten wurden übernommen und denen für die Limousinen und Kombis angepasst. 2003 gab es größere Veränderungen in der Baureihe, da zwei neue Modelle angeboten wurden: Nach 18 Jahren Pause gab es wieder einen Holden One Tonner und zum ersten Mal in der Holden-Geschichte wurde eine Doppelkabine (Pickup mit vier Türen) in Form des Holden Crewman angeboten. Dieser hatte einen längeren Radstand – 3.046 mm anstatt der 2.939 mm des Ute – und eine kürzere Pritsche – 1.463 mm anstatt 2.139 mm. Im Dezember 2003 führte Holden eine Allradvariante des Crewman als Crewman Cross 8 ein. Er wurde serienmäßig vom 5,7-l-V8 mit 225 kW in Verbindung mit der vierstufigen Automatik angetrieben und sah mit seiner größeren Bodenfreiheit und den ausgestellten Radläufen anders aus, mehr wie ein Geländewagen.
Sowohl der Crewman als auch der One Tonner sorgten sofort für höhere Verkaufszahlen des Ute, der erste entscheidende Zuwachs seit der Einführung des Commodore Utility 1990. Ute und Crewman gab es in den drei bekannten Ausstattungsvarianten, den One Tonner nur als Standard und als S:
- Standard: Aufgebaut wie der Commodore Executive, verfügbar mit 3,8-l-V6 (152 kW) oder 5,7-l-V8 (235 kW), vierstufiger Automatik oder manuellem Fünf- oder Sechsganggetriebe.
- S: Aufgebaut wie der Commodore S, verfügbar mit 3,8-l-V6 (152 kW), vierstufiger Automatik oder manuellem Fünfganggetriebe.
- SS: Aufgebaut wie der Commodore SS, verfügbar mit 5,7-l-V8 (235 kW), manuellem Sechsganggetriebe oder vierstufiger Automatik.

Im August 2004 brachte Holden die letzte Serie der 1. Generation heraus, den Ute VZ, heraus. Die größte Neuerung war die Einführung des neuen Aloytec-V6 mit 3,6 l Hubraum und einer Leistung von 175 kW, der den seit 1995 gebauten Ecotec-Motor ersetzte. Limousine und Kombi erhielten beide Versionen dieses Motors, der Ute nur die schwächere. Dieser Motor war Serienausstattung bei allen Ute VZ, zusammen mit einem manuellen Sechsganggetriebe oder einer verbesserten vierstufigen Automatik. Ute und Crewman waren in folgenden Ausführungen erhältlich:
- Standard: Aufgebaut wie der Commodore Executive, verfügbar mit 3,6-l-V6 (175 kW), manuellem Sechsganggetriebe oder vierstufiger Automatik.
- S: Aufgebaut wie der Commodore SV6, verfügbar mit 3,6-l-V6 (175 kW), manuellem Sechsganggetriebe oder vierstufiger Automatik.
- SS: Aufgebaut wie der Commodore SS, aber ohne Seitenairbags, verfügbar mit 5,7-l-V8 (235 kW) oder 6,0-l-V8 (260 kW), manuellem Sechsganggetriebe oder vierstufiger Automatik. Den Crewman gab es wieder als Cross 8 und auch als Cross 6 – im Wesentlichen eine Sechszylinderversion des Cross 8.

Für den One Tonner gab es folgende Ausführungen:
- Standard: Aufgebaut wie der Commodore Executive, verfügbar mit 3,6-l-V6 (175 kW) oder 5,7-l-V8 (235 kW), manuellem Sechsganggetriebe oder vierstufiger Automatik
- S: Aufgebaut wie der Commodore SV6, verfügbar mit 3,6-l-V6 (175 kW) oder 5,7-l-V8 (235 kW), manuellem Sechsganggetriebe oder vierstufiger Automatik
- Cross 6: Allradversion, verfügbar mit 3,6-l-V6 (175 kW), vierstufiger Automatik.

In dieser Konstellation war der Ute 18 Monate lang ohne Änderungen lieferbar, bis im Januar 2006 die neuen GM-V8-Motoren eingeführt wurden, da die vorhergehende Generation die neuen europäischen Abgasgrenzwerte nicht schaffte, die am 1. Januar 2006 in Australien eingeführt wurden. Der neue V8-Motor legte weitere 10 kW an Leistung zu (der Ute hatte schon vorher eine Leistungsspritze von 15 kW erhalten), verzichtete aber auf zwei wichtige Details der amerikanischen Version: Zylinderabschaltung und variable Ventilsteuerung. Der V6-Alloytec-Motor verlor 3 kW Leistung durch die zur Erreichung der Abgasnorm notwendigen Änderungen.
Wie die VZ-Kombis blieben die Ute VZ noch lange nach der Einführung der Commodore VX-Limousinen im Angebot. Im Dezember 2006 wurden die Allradvarianten aus dem Programm genommen und der One Tonner wegen schlechter Verkaufszahlen eingestellt. Im September 2007 ersetzte der Ute VE sein VZ-Pendant.

#### Galerie

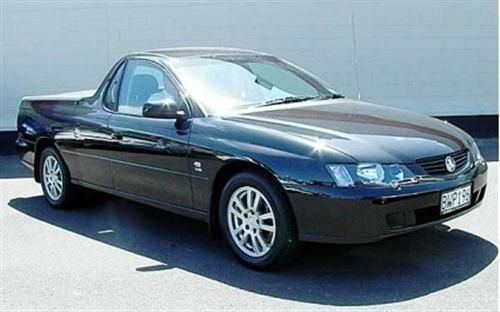
Holden  Ute S VY II (2003–2004)
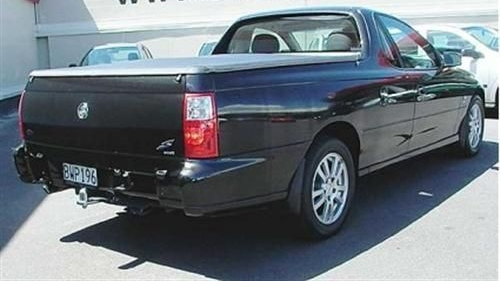
Heckansicht des Ute S VY II
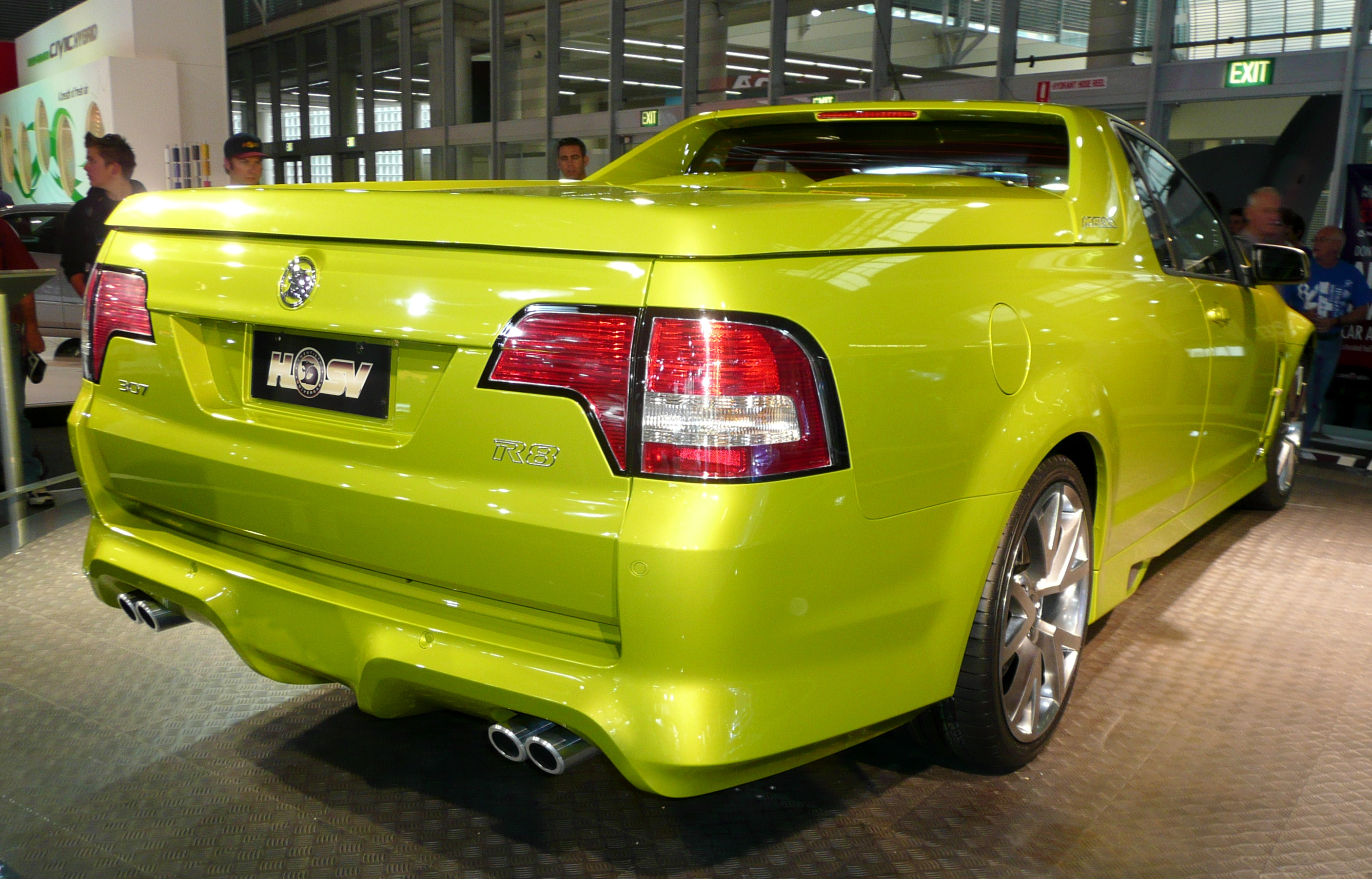
HSV Maloo (2007)

### Ute VE (2007–2017)
Im September 2007 wurde der Ute VE eingeführt. Die neue Generation basierte auf dem Commodore VE und trug dem zunehmenden Wunsch der Kunden Rechnung, den Ute als Lifestyle-Fahrzeug zu sehen. Das entfernte den Ute weiter vom ursprünglichen Nutzfahrzeugmarkt.
- Omega: Aufgebaut wie der Commodore Omega, aber mehr Zuladung als die Varianten SV6, SS und SS-V. Verfügbar mit 3,6-l-V6 (180 kW, 330 Nm).
- SV6: Eine sportlichere Version des Omega; der SV6 ersetzte den früheren S. Verfügbar mit 3,6-l-V6 (195 kW, 340 Nm).
- SS: Aufgebaut wie der Commodore SS, verfügbar mit 6,0-l-V8 (270 kW, 530 Nm).
- SS-V: Aufgebaut wie der Commodore SS-V, verfügbar mit 6,0-l-V8 (270 kW, 530 Nm)

Anders als in der ersten Generation gab es vom Ute VE keine Doppelkabine, kein Fahrgestell mit Führerhaus und keine Allradvarianten.